# Basil F. Heath
Basil F. Heath (* 18. März 1917 in Ontario; † 24. Januar 2011 in Rochester, Indiana), besser bekannt unter seinem Künstlernamen Chief White Eagle, war ein US-amerikanischer und kanadischer Stuntman, Fernsehmoderator und Schauspieler.

## Leben und Wirken
1917 wurde Heath im „Iroquois Indian Grand River Reservation“ in Ontario geboren. Nach eigenen Angaben war er ein Häuptling der Mohawk. Seine Eltern waren Andrew Cleve und Amelia Heath (geborene De Amorim). Er hat die McGill University in Montreal und die University of Oxford besucht. 
Nachdem er in die Vereinigten Staaten zog, arbeitete er als Verbindungsoffizier für das United States Office of War Information während des Zweiten Weltkrieges und war freiwilliges Mitglied der 101st Airborne Division der United States Army. Er verrichtete für die Staaten keinen regulären Armeedienst, da er zu diesem Zeitpunkt noch die kanadische Staatsbürgerschaft besaß. Zuvor war er als Metallarbeiter und Schweißer tätig.
Nach einigen Auftritten als Stuntman bekam er 1939 seine erste Rolle als Schauspieler im Film Nordwest-Passage mit Spencer Tracy in der Hauptrolle. Es folgten weitere Rollen in Filmen wie Red River, Der Teufelshauptmann und Niagara. Heath sagte oft, dass die von ihm gespielten Charaktere sieben Mal von John Wayne getötet wurden. Insgesamt spielte er in über 30 Filmen.
Während der 1960er Jahre moderierte er die Kindersendung Totem Club im Lokalfernsehen von Chicago. Außerdem war er in diversen anderen Fernseh- und Radiosendungen zu sehen. 
Von 1975 bis 1990 lebte er in Tinley Park, Illinois. 1990 erhielt er die US-amerikanische Staatsbürgerschaft. Am 29. Juni 1977 heiratete er seine Frau Roberta „Bobby Bear“ Heath im „Grand River Reservation“, mit der er drei Kinder hatte. Danach zogen sie gemeinsam nach Rochester. Nachdem es jahrelang gesundheitlich nicht gut um ihn bestellt war, verstarb er am 24. Januar 2011 im Woodlawn Hospital in Rochester im Alter von 93 Jahren. 
In einigen Filmen wurde er als Chief Sky Eagle aufgeführt. Er soll auf keinem Friedhof bestattet sein. Auf der Miller Brothers 101 Ranch steht ihm zu Ehren ein Monument.

## Auszeichnungen
Für die Kindersendung „Totem Club“ erhielt er 1964 den Emmy.